# United States Playing Card Company
Die United States Playing Card Company (USPC, auch allgemein bekannt als USPCC) ist ein großer amerikanischer Hersteller und Vertreiber von Spielkarten. Das Unternehmen wurde 1867 als Russell, Morgan & Co. gegründet und 1885 in seiner heutigen Form in Cincinnati, Ohio, gegründet. Zu seinen zahlreichen Marken gehören Bicycle, Bee, Tally-Ho, Champion, Congress, Aviator, Aristocrat, Mohawk, Maverick, KEM, Hoyle und Fournier. Das Unternehmen produziert außerdem neuartige und kundenspezifische Spielkarten sowie weiteres Spielkartenzubehör wie Pokerchips. Jahrzehntelang hatte das Unternehmen seinen Sitz in Norwood, Ohio. Seit 2009 befindet sich der Hauptsitz der USPC jedoch im Cincinnatier Vorort Erlanger, Kentucky.
Im Dezember 2019 wurde die United States Playing Card Company eine Tochtergesellschaft des belgischen Kartenherstellers Cartamundi.

## Geschichte
Das Unternehmen wurde 1867 in Cincinnati als „Russell, Morgan & Co.“ gegründet und spezialisierte sich ursprünglich auf den Druck von Plakaten für Wanderzirkusse. Das Unternehmen erhielt seinen Namen von den Partnern A. O. Russell und Robert J. Morgan, die zusammen mit James M. Armstrong und John F. Robinson Jr. die Abteilung Enquirer Job Printing Rooms der Zeitung The Cincinnati Enquirer kauften. Zu ihren gedruckten Lithografien gehörten Anzeigen für Aufführungen von Edward Owings Townes „Other People's Money“.

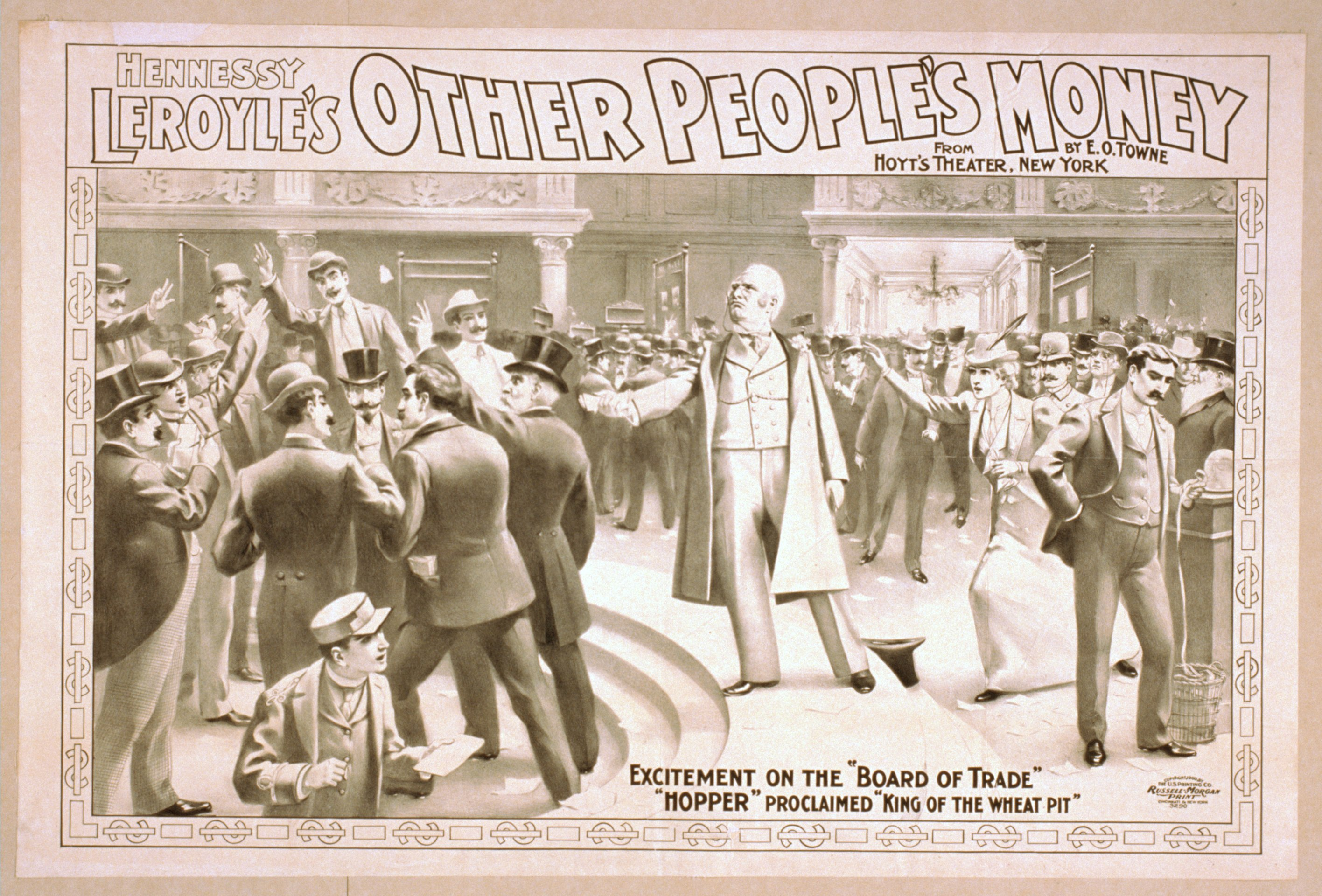
Eine Russell-Morgan-Lithografie mit Werbeaufführungen von Edward Owings Towne's „Other People’s Money“

### Spielkarten
Das Unternehmen begann 1881 mit dem Druck von vier Spielkartenmarken: Tigers (No. 101), Sportsman's (No. 202), Army und Navy (beide No. 303, außerdem in einer Deluxe-Version mit Goldrand als No. 505 erhältlich) und Congress (No. 404 und mit Goldrand als No. 606).
Ihre fünfte Marke, die 1883 eingeführt wurde, war das preisgünstige Steamboat (No. 999), das mit anderen billigen Steamboat-Spielen anderer Hersteller konkurrierte. 1885 begannen sie mit dem Druck von Bicycle-Karten (No. 808), die zu ihrer beliebtesten Linie und ihrer einzigen frühen Marke wurden, die noch heute regelmäßig verwendet wird. Ein 32-Karten-Deck namens Cabinet (No. 707) wurde 1888 eingeführt, wurde aber mit abnehmender Popularität von Euchre durch ein reguläres 52-Karten-Deck ersetzt.
Russell & Morgan begann daraufhin, seinen Katalog mit Marken zu füllen, deren Preise zwischen den bestehenden Produktlinien lagen. Zu diesen frühen Marken gehörten Tourists (No. 155), das qualitativ zwischen Tigers und Sportsman's angesiedelt war, Capitol (No. 188), das zwischen Sportsman's und Bicycle angesiedelt war, das auf Casinos ausgerichtete Squared Faro (No. 366), nicht emaillierte Karten namens Texan (No. 45), doppelt emaillierte Treasury (No. 89) und das Spitzenmodell Ivory (No. 93). Um deutsche Einwanderer anzusprechen, wurde kurzzeitig auch eine Reihe von Skatkarten angeboten, die entweder deutsche oder amerikanische Motive zeigten.
Das Geschäft florierte, und 1891 änderte Russell, Morgan & Co. seinen Namen in United States Printing Company. Das Spielkartengeschäft war so erfolgreich, dass es 1894 als eigenständiges Unternehmen ausgegliedert wurde: The United States Playing Card Company. Morgan stellte einen talentierten jungen Erfinder aus New York namens Samuel J. Murray ein. Dessen patentierte Erfindungen steigerten die Kartenproduktion im Werk des Unternehmens in Norwood, Ohio, um das Vierfache und senkten die Arbeitskosten um 66 Prozent. Murray entwickelte auch eine Maschine zum beidseitigen Emaillieren.

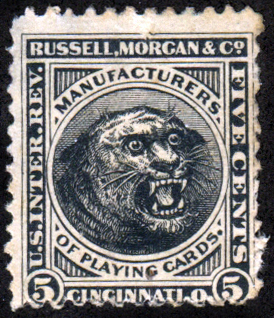
Eine Steuermarke aus einem Kartenspiel mit Russell, Morgan & Co. Spielkarten.

Das USPCC unterstützte Soldaten in Kriegszeiten schon immer, angefangen mit der preiswerten Marke Canteen im Spanisch-Amerikanischen Krieg und der Marke Pickett im Ersten Weltkrieg. Im Zweiten Weltkrieg stellte das USPCC Aufklärungskarten her, mit denen Soldaten feindliche Einheiten identifizieren konnten. Außerdem arbeitete es mit der US-Regierung zusammen, um geheime Kartendecks für Kriegsgefangene zu erstellen. Diese Karten konnten angefeuchtet und abgezogen werden, um Fluchtkarten freizulegen.
Im Mai 2011 wurde Marc Hill zum Präsidenten der United States Playing Cards Company ernannt. Im Oktober 2011 gab die United States Playing Card Company in Zusammenarbeit mit Encore Software die Einführung der Hoyle-Produktlinie 2012 bekannt – Hoyle Card Games 2012, Hoyle Casino Games 2012 und Hoyle Puzzle & Board Games 2012.

### Akquisitionen
Im Laufe der Jahre hat die USPCC zahlreiche kleinere Spielkartenhersteller übernommen. Beginnend im Jahr 1894 übernahm sie die Standard Playing Card Company aus Chicago, die Perfection Playing Card Company aus Philadelphia und die New York Consolidated Card Company. Letztere war der Hersteller der Marke Bee und Innovator der „Squeezer“-Kartenmarkierungen in den Ecken, die weltweit zum Standardelement von Spielkarten wurden.
Die Akquisitionen wurden 1907 mit dem Kauf von Andrew Dougherty fortgesetzt, wodurch die Marke Tally-Ho hinzukam, und 1929 mit der Russell Playing Card Company, wodurch die Marke Aristocrat hinzukam. 1930 fusionierten New York Consolidated, Andrew Dougherty und die Standard Playing Card Company zu einer Tochtergesellschaft namens Consolidated-Dougherty, die die Produktion der Marken aller drei Vorgängerunternehmen, darunter Aristocrat, Bee und Tally-Ho, fortführte.
Weitere Akquisitionen erfolgten gegen Ende des 20. und zu Beginn des 21. Jahrhunderts, darunter eine internationale Expansion mit dem Kauf des traditionsreichen spanischen Kartenherstellers Fournier im Jahr 1986, der Arrco Playing Card Company im Jahr 1987, von Hoyle Products im Jahr 2001 und von KEM Playing Cards im Jahr 2004.
Die USPCC selbst wurde im Laufe ihrer Geschichte mehrmals übernommen, beginnend mit Diamond International im Jahr 1969, Jessup & Lamont im Jahr 1982 und Frontenac im Jahr 1989. Nach einer kurzen Rückkehr in Eigenbesitz von 1994 bis 2004 wurde sie von Jarden erworben, das wiederum von Newell Brands gekauft wurde. Im Juni 2019 verkaufte Newell USPCC, einschließlich seiner beiden Werke in den USA und Spanien, an den belgischen Kartenhersteller Cartamundi.